# Джон Обі Мікел
Джон О́бі Міке́л (англ. John Obi Mikel, нар. 22 квітня 1987, Джос) — нігерійський футболіст, опорний півзахисник.

## Клубна кар'єра
Вихованець юнацьких команд футбольних клубів «Плато Юнайтед» та «Аякс» (Кейптаун).
У дорослому футболі дебютував 2005 року виступами за «Люн», в якому провів один сезон, взявши участь лише у 6 матчах чемпіонату.
До складу клубу «Челсі» приєднався влітку 2006 року за 16 млн фунтів. Відіграв за лондонський клуб наступні одинадцять сезонів своєї ігрової кар'єри. Більшість часу, проведеного у складі «Челсі», був основним гравцем команди і відіграв за лондонський клуб 249 матчів в національному чемпіонаті. За цей час двічі ставав чемпіоном Англії, чотири рази виборював титул володаря Кубка Англії та двічі ставав володарем Кубка англійської ліги. Також вигравав з командою два головних європейських турніри — Лігу чемпіонів у сезоні 2011/12 та Лігу Європи наступного року.
4 листопада 2016 року було оголошено, що лондонський клуб не буде подовжувати контракт з гравцем, який закінчувався наприкінці сезону. Втім ще до закінчення угоди 6 січня 2017 року нігерієць безкоштовно перейшов у китайський клуб «Тяньцзінь Теда». Станом на 26 липня 2017 року відіграв за команду з Тяньцзіня 13 матчів в національному чемпіонаті.

## Виступи за збірну
17 серпня 2005 року дебютував в офіційних матчах у складі національної збірної Нігерії. Наразі провів у формі головної команди країни 37 матчів, забивши 2 голи.
Разом зі збірною був учасником чотирьох Кубків африканських націй (2006 року в Єгипті, на якому команда здобула бронзові нагороди, 2008 року у Гані, 2010 року в Анголі, де ныгерыйыы знову стали бронзовими призерами, та 2013 року у ПАР, здобувши того року титул континентального чемпіона). На останньому він виходив на поле у всіх 6 іграх турнірах, у тому числі і в фіналі, в якому Нігерія обіграла Буркіна-Фасо з рахунком 1-0.
Будучи одним з лідерів команди, того ж року він поїхав з командою на Кубок конфедерацій 2013 року у Бразилії, а наступного року і на чемпіонат світу, що також проходив в цій країні.
2016 року був включений у заявку олімпійської збірної Нігерії як один з трьох гравців старше 23-х років і став капітаном команди на Олімпійських іграх 2016 року у Ріо-де-Жанейро, на якому команда здобула бронзові олімпійські нагороди. У складі цієї команди провів 6 матчів, забив 1 гол у зустрічі проти Данії (2:0). 
Згодом був учасником чемпіонату світу 2018 року у Росії.
| Дата       | Місто            | Господарі        | Результат               | Гості                | Турнір                                             | Голи | Примітки   |
| ---------- | ---------------- | ---------------- | ----------------------- | -------------------- | -------------------------------------------------- | ---- | ---------- |
| 17-8-2005  | Триполі          | Лівія            | 0 – 1                   | Нігерія              | товариський матч                                   | -    | 63'        |
| 27-1-2006  | Порт-Саїд        | Нігерія          | 2 – 0                   | Зімбабве             | Кубок африканських націй 2006 - 1-й етап           | 1    | 54'        |
| 31-1-2006  | Порт-Саїд        | Нігерія          | 2 – 1                   | Сенегал              | Кубок африканських націй 2006 - 1-й етап           | -    |            |
| 4-2-2006   | Порт-Саїд        | Нігерія          | 1 – 1 д.ч. (6 - 5 п.п.) | Туніс                | Кубок африканських націй 2006 - чвертьфінал        | -    | 83'        |
| 7-2-2006   | Александрія      | Нігерія          | 0 – 1                   | Кот-д'Івуар          | Кубок африканських націй 2006 - півфінал           | -    | 53'        |
| 2-9-2006   | Абуджа (місто)   | Нігерія          | 2 – 0                   | Нігер                | Відбір до Кубка африканських націй 2008            | -    | 61'        |
| 6-2-2007   | Лондон           | Нігерія          | 1 – 4                   | Гана                 | товариський матч                                   | -    |            |
| 24-3-2007  | Абеокута (місто) | Нігерія          | 1 – 0                   | Уганда               | Відбір до Кубка африканських націй 2008            | -    |            |
| 8-9-2007   | Варрі            | Нігерія          | 2 – 0                   | Лесото               | Відбір до Кубка африканських націй 2008            | -    |            |
| 14-10-2007 | Сьюдад-Хуарес    | Мексика          | 2 – 2                   | Нігерія              | товариський матч                                   | -    | 44' - 90'  |
| 21-1-2008  | Секонді-Такораді | Нігерія          | 0 – 1                   | Кот-д'Івуар          | Кубок африканських націй 2008 - 1-й етап           | -    |            |
| 25-1-2008  | Секонді-Такораді | Нігерія          | 0 – 0                   | Малі                 | Кубок африканських націй 2008 - 1-й етап           | -    |            |
| 29-1-2008  | Секонді-Такораді | Нігерія          | 2 – 0                   | Бенін                | Кубок африканських націй 2008 - 1-й етап           | 1    |            |
| 3-2-2008   | Аккра            | Гана             | 2 – 1                   | Нігерія              | Кубок африканських націй 2008 - чвертьфінал        | -    | 85'        |
| 27-5-2008  | Грац             | Австрія          | 1 – 1                   | Нігерія              | товариський матч                                   | -    |            |
| 1-6-2008   | Абуджа (місто)   | Нігерія          | 2 – 0                   | ПАР                  | Відбір до ЧС 2010                                  | -    |            |
| 7-6-2008   | Фрітаун          | Сьєрра-Леоне     | 0 – 1                   | Нігерія              | Відбір до ЧС 2010                                  | -    | 39' - 62'  |
| 21-6-2008  | Абуджа (місто)   | Нігерія          | 2 – 0                   | Екваторіальна Гвінея | Відбір до ЧС 2010                                  | -    | 66'        |
| 11-2-2009  | Лондон           | Нігерія          | 0 – 0                   | Ямайка               | товариський матч                                   | -    |            |
| 29-3-2009  | Мапуту           | Мозамбік         | 0 – 0                   | Нігерія              | Відбір до ЧС 2010                                  | -    |            |
| 20-6-2009  | Радес            | Туніс            | 0 – 0                   | Нігерія              | Відбір до ЧС 2010                                  | -    |            |
| 6-9-2009   | Абуджа (місто)   | Нігерія          | 2 – 2                   | Туніс                | Відбір до ЧС 2010                                  | -    |            |
| 14-11-2009 | Найробі          | Кенія            | 2 – 3                   | Нігерія              | Відбір до ЧС 2010                                  | -    |            |
| 12-1-2010  | Бенгела          | Єгипет           | 3 – 1                   | Нігерія              | Кубок африканських націй 2010 - 1-й етап           | -    | 79'        |
| 16-1-2010  | Бенгела          | Нігерія          | 1 – 0                   | Бенін                | Кубок африканських націй 2010 - 1-й етап           | -    |            |
| 20-1-2010  | Лубанго          | Нігерія          | 3 – 0                   | Мозамбік             | Кубок африканських націй 2010 - 1-й етап           | -    |            |
| 25-1-2010  | Лубанго          | Нігерія          | 0 – 0 д.ч. (5 - 4 п.п.) | Замбія               | Кубок африканських націй 2010 - чвертьфінал        | -    |            |
| 28-1-2010  | Луанда           | Гана             | 1 – 0                   | Нігерія              | Кубок африканських націй 2010 - півфінал           | -    |            |
| 30-1-2010  | Бенгела          | Нігерія          | 1 – 0                   | Алжир                | Кубок африканських націй 2010 - матч за 3-тє місце | -    | 77'        |
| 5-9-2010   | Калабар          | Нігерія          | 2 – 0                   | Мадагаскар           | Відбір до Кубка африканських націй 2012            | -    | 75'        |
| 27-3-2011  | Абуджа (місто)   | Нігерія          | 4 – 0                   | Ефіопія              | Відбір до Кубка африканських націй 2012            | -    |            |
| 29-3-2011  | Абуджа (місто)   | Нігерія          | 3 – 0                   | Кенія                | товариський матч                                   | -    |            |
| 1-6-2011   | Абуджа (місто)   | Нігерія          | 4 – 1                   | Аргентина            | товариський матч                                   | -    |            |
| 5-6-2011   | Аддис-Абеба      | Ефіопія          | 2 – 2                   | Нігерія              | Відбір до Кубка африканських націй 2012            | -    |            |
| 4-9-2011   | Антананаріву     | Мадагаскар       | 0 – 2                   | Нігерія              | Відбір до Кубка африканських націй 2012            | -    |            |
| 6-9-2011   | Дакка            | Аргентина        | 3 – 1                   | Нігерія              | товариський матч                                   | -    | кап. - 68' |
| 8-10-2011  | Абуджа (місто)   | Нігерія          | 2 – 2                   | Гвінея               | Відбір до Кубка африканських націй 2012            | -    |            |
| 11-10-2011 | Вотфорд          | Гана             | 0 – 0                   | Нігерія              | товариський матч                                   | -    | 70'        |
| 29-2-2012  | Кігалі           | Руанда           | 0 – 0                   | Нігерія              | Відбір до Кубка африканських націй 2013            | -    |            |
| 13-10-2012 | Калабар          | Нігерія          | 6 – 1                   | Ліберія              | Відбір до Кубка африканських націй 2013            | 1    |            |
| 9-1-2013   | Фару             | Кабо-Верде       | 0 – 0                   | Нігерія              | товариський матч                                   | -    |            |
| 21-1-2013  | Нельспрюйт       | Нігерія          | 1 – 1                   | Буркіна-Фасо         | Кубок африканських націй 2013 - 1-й етап           | -    |            |
| 25-1-2013  | Нельспрюйт       | Замбія           | 1 – 1                   | Нігерія              | Кубок африканських націй 2013 - 1-й етап           | -    |            |
| 29-1-2013  | Рустенбург       | Ефіопія          | 0 – 2                   | Нігерія              | Кубок африканських націй 2013 - 1-й етап           | -    | 90+2'      |
| 3-2-2013   | Рустенбург       | Кот-д'Івуар      | 1 – 2                   | Нігерія              | Кубок африканських націй 2013 - чвертьфінал        | -    |            |
| 6-2-2013   | Дурбан           | Малі             | 1 – 4                   | Нігерія              | Кубок африканських націй 2013 - півфінал           | -    |            |
| 10-2-2013  | Йоганнесбург     | Нігерія          | 1 – 0                   | Буркіна-Фасо         | Кубок африканських націй 2013 - Фінал              | -    | 57'        |
| 23-3-2013  | Калабар          | Нігерія          | 1 – 1                   | Кенія                | Відбір до ЧС 2014                                  | -    |            |
| 5-6-2013   | Найробі          | Кенія            | 0 – 1                   | Нігерія              | Відбір до ЧС 2014                                  | -    |            |
| 12-6-2013  | Віндгук          | Намібія          | 1 – 1                   | Нігерія              | Відбір до ЧС 2014                                  | -    |            |
| 17-6-2013  | Белу-Оризонті    | Таїті            | 1 – 6                   | Нігерія              | Кубок Конфедерацій                                 | -    |            |
| 20-6-2013  | Салвадор         | Нігерія          | 1 – 2                   | Уругвай              | Кубок Конфедерацій                                 | 1    |            |
| 23-6-2013  | Форталеза        | Нігерія          | 0 – 3                   | Іспанія              | Кубок Конфедерацій                                 | -    |            |
| 7-9-2013   | Калабар          | Нігерія          | 2 – 0                   | Малаві               | Відбір до ЧС 2014                                  | -    |            |
| 13-10-2013 | Аддис-Абеба      | Ефіопія          | 1 – 2                   | Нігерія              | Відбір до ЧС 2014                                  | -    |            |
| 16-11-2013 | Калабар          | Нігерія          | 2 – 0                   | Ефіопія              | Відбір до ЧС 2014                                  | -    |            |
| 18-11-2013 | Лондон           | Італія           | 2 – 2                   | Нігерія              | товариський матч                                   | -    | 88'        |
| 5-3-2014   | Атланта          | Мексика          | 0 – 0                   | Нігерія              | товариський матч                                   | -    |            |
| 3-6-2014   | Честер           | Греція           | 0 – 0                   | Нігерія              | товариський матч                                   | -    |            |
| 7-6-2014   | Джексонвілл      | США              | 2 – 1                   | Нігерія              | товариський матч                                   | -    | 46'        |
| 16-6-2014  | Куритиба         | Іран             | 0 – 0                   | Нігерія              | ЧС 2014 - 1-й етап                                 | -    |            |
| 21-6-2014  | Куяба            | Нігерія          | 1 – 0                   | Боснія і Герцеговина | ЧС 2014 - 1-й етап                                 | -    | 81'        |
| 25-6-2014  | Порту-Алегрі     | Нігерія          | 2 – 3                   | Аргентина            | ЧС 2014 - 1-й етап                                 | -    |            |
| 30-6-2014  | Бразиліа         | Франція          | 2 – 0                   | Нігерія              | ЧС 2014 - 1/8 фіналу                               | -    |            |
| 6-9-2014   | Калабар          | Нігерія          | 2 – 3                   | Республіка Конго     | Відбір до Кубка африканських націй 2015            | -    | 63'        |
| 10-9-2014  | Кейптаун         | ПАР              | 0 – 0                   | Нігерія              | Відбір до Кубка африканських націй 2015            | -    |            |
| 11-10-2014 | Хартум           | Судан            | 1 – 0                   | Нігерія              | Відбір до Кубка африканських націй 2015            | -    |            |
| 15-10-2014 | Абуджа (місто)   | Нігерія          | 3 – 1                   | Судан                | Відбір до Кубка африканських націй 2015            | -    |            |
| 15-11-2014 | Пуент-Нуар       | Республіка Конго | 0 – 2                   | Нігерія              | Відбір до Кубка африканських націй 2015            | -    |            |
| 19-11-2014 | Уйо              | Нігерія          | 2 – 2                   | ПАР                  | Відбір до Кубка африканських націй 2015            | -    |            |
| 8-10-2015  | Vise             | Нігерія          | 0 – 2                   | Республіка Конго     | товариський матч                                   | -    |            |
| 11-10-2015 | Брюссель         | Нігерія          | 3 – 0                   | Камерун              | товариський матч                                   | -    | 63'        |
| 13-11-2015 | Лобамба          | Есватіні         | 0 – 0                   | Нігерія              | Відбір до ЧС 2018                                  | -    | 71'        |
| 25-3-2016  | Кадуна           | Нігерія          | 1 – 1                   | Єгипет               | Відбір до Кубка африканських націй 2017            | -    | кап.       |
| 29-3-2016  | Александрія      | Єгипет           | 1 – 0                   | Нігерія              | Відбір до Кубка африканських націй 2017            | -    | кап.       |
| 3-9-2016   | Уйо              | Нігерія          | 1 – 0                   | Танзанія             | Відбір до Кубка африканських націй 2017            | -    | кап. - 63' |
| 9-10-2016  | Ндола            | Замбія           | 1 – 2                   | Нігерія              | Відбір до ЧС                                       | -    |            |
| 12-11-2016 | Уйо              | Нігерія          | 3 – 1                   | Алжир                | Відбір до ЧС 2018                                  | 1    | кап. - 83' |
| 1-9-2017   | Уйо              | Нігерія          | 4 – 0                   | Камерун              | Відбір до ЧС 2018                                  | 1    | кап. - 68' |
| 4-9-2017   | Яунде            | Камерун          | 1 – 1                   | Нігерія              | Відбір до ЧС 2018                                  | -    | кап. - 65' |
| 7-10-2017  | Уйо              | Нігерія          | 1 – 0                   | Замбія               | Відбір до ЧС 2018                                  | -    | кап.       |
| 14-11-2017 | Краснодар        | Аргентина        | 2 – 4                   | Нігерія              | товариський матч                                   | -    | кап.       |
| 2-6-2018   | Лондон           | Англія           | 2 – 1                   | Нігерія              | товариський матч                                   | -    | кап.       |
| Усього     |                  | Матчів (5 місце) | 83                      |                      | Голів                                              | 6    |            |

## Титули та досягнення

### Командні
«Челсі»
- Чемпіон Англії (2): 2009-10, 2014-15
- Володар Кубка Англії (4): 2006-07, 2008-09, 2009-10, 2011-12
- Володар Кубка ліги (2): 2006-07, 2014-15
- Володар Суперкубка Англії (1): 2009
- Переможець Ліги чемпіонів (1): 2011-12
- Переможець Ліги Європи (1): 2012-13

Збірна Нігерії
- Бронзовий олімпійський призер: 2016
- Чемпіон Африки: 2013
- Бронзовий призер Кубка африканських націй: 2006, 2010, 2019

### Особисті
- Найкращий молодий футболіст Африки: 2005, 2006